# アルテピアッツァ
アルテピアッツァ株式会社（ArtePiazza Co.,Ltd.）は、コンピュータゲームやイラストなどの企画・デザイン・開発をする日本の企業。

## 概要
エニックス（現スクウェア・エニックス）発売のPCゲーム（『ジーザス』など）のグラフィックデザイナー眞島真太郎が1989年に設立。
ドラゴンクエストシリーズ（以下参照）のグラフィックデザイン・シナリオ、リメイク作品の企画開発を担当。また、同シリーズのタイトルロゴデザインや、公式ガイドブック内で使われているイラストなどにも携わっている。

## 開発作品
| 作品名                                               | 発売日         | ハード機                                                                         | 発売元                         |
| ---------------------------------------------------- | -------------- | -------------------------------------------------------------------------------- | ------------------------------ |
| スーパーファミコン ドラゴンクエストIII そして伝説へ… | 1996年12月6日  | スーパーファミコン                                                               | エニックス                     |
| ドラゴンクエストVII エデンの戦士たち                 | 2000年8月26日  | PlayStation                                                                      | エニックス                     |
| ドラゴンクエストIV 導かれし者たち                    | 2001年11月22日 | PlayStation                                                                      | エニックス                     |
| トルネコの大冒険3                                    | 2002年10月31日 | PlayStation 2                                                                    | スパイク・チュンソフト         |
| ドラゴンクエストV 天空の花嫁                         | 2004年3月25日  | PlayStation 2                                                                    | スクウェア・エニックス         |
| イノセントライフ -新牧場物語-                        | 2006年4月27日  | PSP                                                                              | マーベラスエンターテインメント |
| 新牧場物語:ピュア イノセントライフ                   | 2007年3月29日  | PlayStation 2                                                                    | マーベラスエンターテインメント |
| オプーナ                                             | 2007年11月1日  | Wii                                                                              | コーエー                       |
| ドラゴンクエストIV 導かれし者たち                    | 2007年11月22日 | ニンテンドーDS                                                                   | スクウェア・エニックス         |
| ドラゴンクエストV 天空の花嫁                         | 2008年7月17日  | ニンテンドーDS                                                                   | スクウェア・エニックス         |
| ドラゴンクエストVI 幻の大地                          | 2010年1月28日  | ニンテンドーDS                                                                   | スクウェア・エニックス         |
| ドラゴンクエストVII エデンの戦士たち                 | 2013年2月7日   | ニンテンドー3DS                                                                  | スクウェア・エニックス         |
| ファンタシースターオンライン2                        | 2014年 -       | Windows PlayStation Vita                                                         | セガゲームス                   |
| ドラゴンクエストIV 導かれし者たち                    | 2014年4月17日  | iOS Android                                                                      | スクウェア・エニックス         |
| ドラゴンクエストV 天空の花嫁                         | 2014年12月12日 | iOS Android                                                                      | スクウェア・エニックス         |
| IS インフィニット・ストラトス ブレイジング・メモリー | 2015年5月7日   | mobage iOS Android                                                               | クルーズ                       |
| ドラゴンクエストVI 幻の大地                          | 2015年6月11日  | iOS Android                                                                      | スクウェア・エニックス         |
| ドラゴンクエストVII エデンの戦士たち                 | 2015年9月17日  | iOS Android                                                                      | スクウェア・エニックス         |
| ロマンシング サ・ガ2                                 | 2016年3月24日  | iOS Android PlayStation Vita Xbox One Nintendo Switch Microsoft Windows（steam） | スクウェア・エニックス         |
| ガーディアン・コーデックス                           | 2016年11月1日  | iOS Android                                                                      | スクウェア・エニックス         |
| ドラゴンクエスト ライバルズ                          | 2017年11月2日  | iOS Android Yahoo!ゲーム Nintendo Switch                                         | スクウェア・エニックス         |
| ドラゴンクエストXI 過ぎ去りし時を求めて S            | 2019年9月27日  | Nintendo Switch                                                                  | スクウェア・エニックス         |
| ロマンシング サ・ガ3                                 | 2019年11月11日 | iOS Android PlayStation Vita Xbox One Nintendo Switch Windows （Steam）          | スクウェア・エニックス         |
| スーパーマリオRPG                                    | 2023年11月17日 | Nintendo Switch                                                                  | 任天堂                         |